# Sylwia Matysik
Sylwia Matysik (* 20. Mai 1997 in Wolsztyn) ist eine polnische Fußballspielerin.

## Karriere

### Vereine
Matysik begann das Fußballspielen in Chorzemin beim dort ansässigen Orkan Chorzemin und gelangte über Grom Wolsztyn im Jahr 2010 in die Nachwuchsabteilung von Medyk Konin. Ab der Saison 2013/14 gehörte sie zum Erstligakader Konins und gewann mit dem Verein zweimal in Folge die polnische Meisterschaft sowie 2013, 2014 und 2015 den nationalen Vereinspokal. 2015 wechselte sie zum KS AZS Wrocław und schloss sich zwei Jahre später Górnik Łęczna an, mit dem sie von 2018 bis 2020 dreimal hintereinander Meister wurde und zudem 2018 und 2020 Pokalsieger. Sowohl für Konin als auch für Łęczna kam Matysik zu mehreren Einsätzen in der Champions League.
Im Sommer 2020 unterschrieb sie einen Zweijahresvertrag beim deutschen Bundesligisten Bayer 04 Leverkusen und gab am 6. September 2020 (1. Spieltag) beim 2:1-Auswärtssieg gegen den SC Freiburg ihr Bundesligadebüt.
Am 6. Juli 2024 wurde sie zur Saison 2024/25 vom Ligakonkurrenten 1. FC Köln verpflichtet und vertraglich bis zum 30. Juni 2026 an den Verein gebunden.

### Nationalmannschaft
Matysik wurde 2013 mit der U17-Nationalmannschaft nach einem 1:0-Finalsieg über die U17-Nationalmannschaft Schwedens Europameister und kam danach für die U19-Auswahl ihres Landes unter anderem im Rahmen der Qualifikation zu den Europameisterschaften 2014 und 2015 zum Einsatz. Ihr Debüt in der A-Nationalmannschaft gab sie am 14. Januar 2015 bei der 1:3-Niederlage im Freundschaftsspiel gegen die Nationalmannschaft Islands.

## Erfolge
Nationalmannschaft
- Istrien-Cup-Sieger 2015
- U17-Europameister 2013

Vereine
- Polnischer Meister 2013/14, 2014/15 (mit Medyk Konin), 2017/18, 2018/19 und 2019/20 (mit Górnik Łęczna)
- Polnischer Pokalsieger 2013, 2014, 2015 (mit Medyk Konin), 2018 und 2020 (mit Górnik Łęczna)